# Louis-Bernard Guyton de Morveau

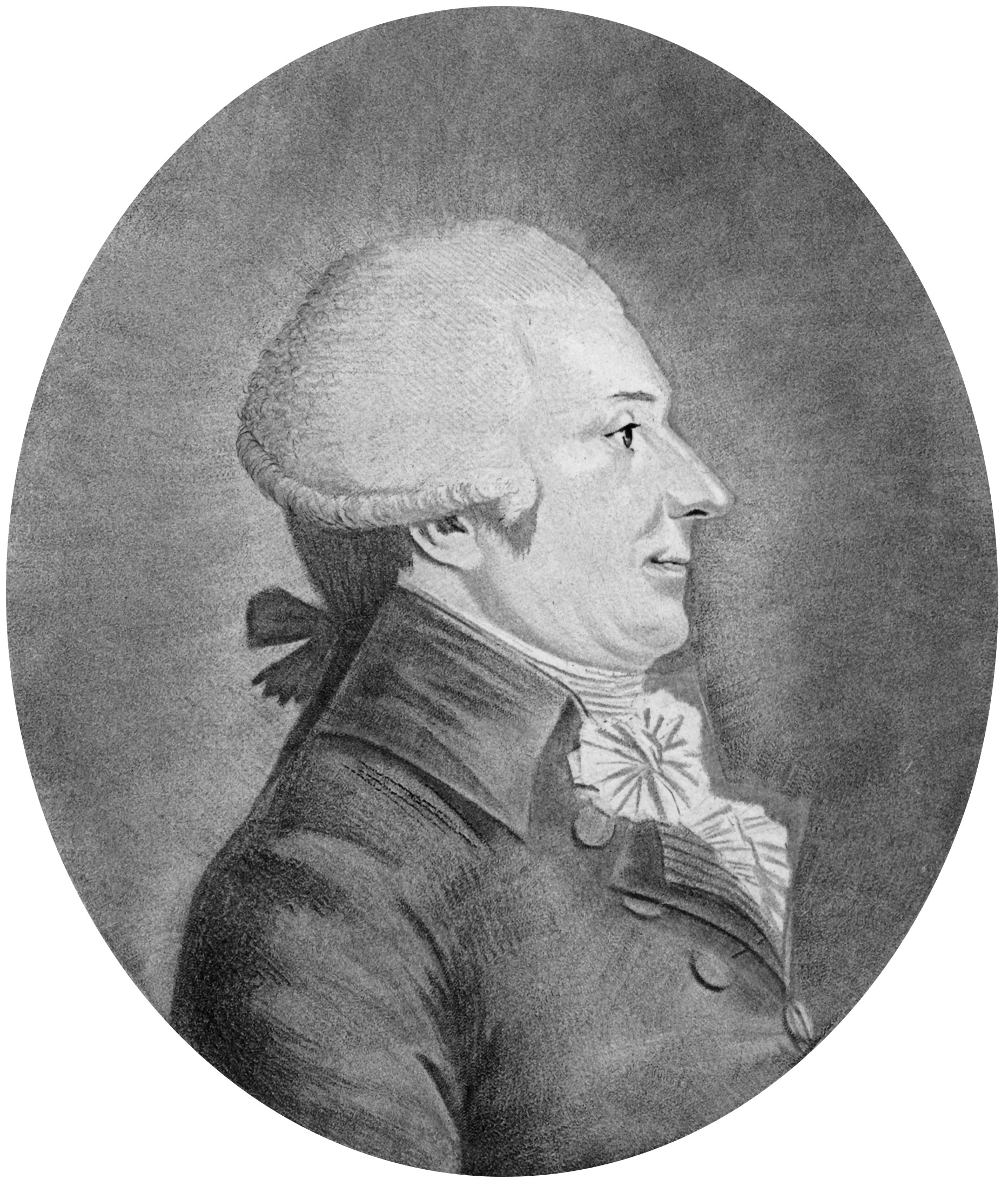
Louis-Bernard Guyton de Morveau.

Louis Bernard Guyton de Morveau (Dijon, 4 de enero de 1737 - París, 2 de enero de 1816), fue un químico y político francés. Su más importante contribución a la química fue la creación de un método racional de nomenclatura química, que se sigue utilizando, junto con los también químicos franceses Lavoisier, Fourcroy y Berthollet.
Guyton de Morveau, en su ciudad natal, Dijon, fue abogado del parlamento. En 1782 abandonó su profesión para dedicarse a la química, colaborando a la Encyclopédie Méthodique donde se encargó de dirigir el diccionario de química y trabajando en aplicaciones industriales. Fundó La Société des Minas te Verreries en Saint-Bérain-sûr-Dheune. Fue uno de los fundadores del École Polytechnique donde fue profesor de mineralogía y director en 1797. Como químico fue miembro de la Académie des Sciences desde 1795, donde tuvo distintas responsabilidades.
Durante la Revolución francesa ocupó diferente cargos: diputado de la Asamblea Legislativa de 1792, miembro de la Convención Nacional, formó parte del Comité de Salvación Pública en 1793, colaboró en la creación de un cuerpo de globos aerostáticos de observación para el ejército participando incluso en la batalla de Fleurus en 1794 como tripulante de uno de ellos.
Su obra más destacada la desarrolló conjuntamente con otras tres químicos franceses: Antoine Laurent de Lavoisier, Antoine-François de Fourcroy y Claude Louis Berthollet. El año 1782 empezó la tarea de reformar la nomenclatura química. Su principio general consistía en que el nombre de la sustancia indicase su composición química y que hubiera acuerdo entre todos los químicos. Cuando viajó a París para presentar su trabajo en la Académie des Sciences se le persuadió por quienes seguían las nuevas ideas de Lavoisier de que realizaran el trabajo conjuntamente, introduciendo las teorías de Lavoisier y basando la nomenclatura solo en la naturaleza de las sustancias. La obra se publicó en 1787 bajo el nombre de Méthode de nomenclature chimique y veinte años después ya se enseñaba en la mayoría de países europeos. Así desaparecieron de los libros de química los nombres comunes de la época y fueron sustituidos por los que conocemos en la actualidad.